# Silometopus incurvatus
Silometopus incurvatus là một loài nhện trong họ Linyphiidae. Chúng được Octavius Pickard-Cambridge miêu tả năm 1873.